# 郳國
郳國，又名小邾婁國、小邾國，中國歷史上春秋戰國時代的一個諸侯國。戰國初年的公元前335年滅亡。

## 郳國的起源
在殷商之前，黄帝后裔就建立了邾娄部落。周武王灭商后，邾娄被封为诸侯国，称为邾，其古都在峄山（今邹城市内）之阳。周公旦摄政时期，为了削弱诸侯国的势力采取分而治之的办法，借邾国邾武公夷父顏有功于周室，封其次子友郳地，故叫郳国。因从邾国分出，故名小邾国。
郳國（小邾国），位于山东省枣庄市山亭区东江遗址，是西周晚期至战国时期地处齐、鲁、宋、楚等大国之间的一个诸侯国，小邾（倪）国鼎盛时期的疆域大体范围为山亭区全部，东达苍山县西部，北达平邑县、费县南缘，西达滕州中部，南达峄城区，南北长约55公里，东西宽约45公里，总面积约2475平方公里。
明代万历二十四年《兖州府志》载有地图、文字，即当今山东省枣庄市山亭区东江村东江遗址。
楚宣王在位时（公元前369——前340年）灭邾、小邾，掠走了“二邾”的遗民南迁邾城。

## 郳國君主列表
- 公子友
- 郳犁來
- 小邾穆公
- 郳恭公
- 小邾惠公
- 郳哀公（郳公父）

## 其他人物
- 郳甲